# Paul de Bauffremont
Pour les articles homonymes, voir Maison de Bauffremont.
Paul Antoine Jean Charles, duc de Bauffremont, est un général français, né le 11 décembre 1827 à Palerme (Sicile) et mort à Paris le 2 novembre 1893.

## Biographie
Élève à Saint-Cyr, il en sortit en 1848 dans la cavalerie. Promu capitaine, il entra le premier à Ouargla (Algérie) en 1854.
En 1856, il fit partie de l'ambassade extraordinaire envoyée en Russie. Comme capitaine au 6e hussards, il fit la campagne d'Italie ; comme lieutenant-colonel, celle du Mexique (1865-1867) avec le 5e régiment de hussards et le 1er régiment de marche de cavalerie.
Colonel du 1er Régiment de Hussards en 1867, il commanda en 1870 la fameuse charge de Sedan où il eut deux chevaux tués sous lui. Prisonnier, il rentra de captivité pour reprendre le commandement du 7e hussards. Général de brigade, le 9 novembre 1876, conseiller général de Haute-Saône.
Il épousa, le 18 avril 1861, Marie Henriette Valentine de Riquet de Caraman-Chimay (1839-1914) dont il eut deux filles :
- Catherine (née en 1862) ;
- Jeanne (née en 1864).

Mariée à vingt-deux ans avec un homme qu'elle n'aimait pas, se retrouvant dans une ville de garnison, alors qu’elle était éprise d’Antoine de Noailles, duc de Mouchy, et aimait la vie mondaine, Valentine de Riquet obtint en 1874 la séparation de corps et la garde de ses deux filles. Pour épouser son chevalier servant, le prince Georges II Bibesco, rencontré vers 1860, elle se fit naturaliser en 1875 dans le duché de Saxe-Altenburg, dans lequel la loi locale autorisait le divorce, encore interdit en France, et se remaria le (24 octobre 1875) à Berlin.
Le prince de Bauffremont obtint du tribunal civil de la Seine un jugement (10 mars 1876) prononçant la nullité de ce mariage et retirant à la princesse la garde de ses enfants, jugement confirmé par la cour d’appel de Paris (27 juillet 1876), puis par la Cour de cassation. Un arrêt de la cour d’appel de Paris enjoignit à la princesse de rendre les enfants sous astreinte de 1 000 francs par jour. Au bout d’un an de résistance, le montant de l’astreinte atteignait 300 000 francs : Bauffremont fit liquider l’astreinte et saisir le château de Menars (Loir-et-Cher), que la princesse avait hérité de sa mère en 1871. Le château fut vendu aux enchères le 16 juillet 1876.